# Zenia Mertens
Zenia Mertens (* 27. Februar 2001 in Belgien) ist eine belgische Fußballspielerin. Sie steht seit 2019 bei Oud-Heverlee Löwen unter Vertrag und spielte 2021 erstmals für die belgische Nationalmannschaft.

## Karriere

### Vereine
Zenia Mertens spielte erstmals mit 18 Jahren für Oud-Heverlee Löwen in der Super League und war dort schnell Stammspielerin. Im April 2024 verlängerte sie ihren Vertrag bis 2026. Nach mehreren Vizemeisterschaften gelang in der Saison 2024/25 erstmals die Meisterschaft.

### Nationalmannschaft
Mertens durchlief die belgischen U-Mannschaften. Mit der U-19-Mannschaft nahm sie an der U-19-Fußball-Europameisterschaft der Frauen 2019 teil und kam in den Gruppenspielen gegen Spanien, Deutschland und England zum Einsatz. Für die belgische Nationalmannschaft spielte sie erstmals am 10. Juni 2021 bei einem Freundschaftsspiel gegen Spanien, wobei sie in der 89. Minute eingewechselt wurde. Zwei Tage später stand sie im Freundschaftsspiel gegen Luxemburg in der Startelf und spielte über 90 Minuten. Fünf Monate später wurde sie beim 19:0-Rekordsieg gegen Armenien nach knapp einer Stunde beim Spielstand von 12:0 eingewechselt. Es dauerte dann fast drei Jahre bis zu ihrem vierten Länderspiel: Beim 5:0-Heimsieg im Play-off-Spiel der EM-Qualifikation gegen Griechenland wurde sie für die Schlussviertelstunde eingewechselt. Danach musste sie bis Ende Mai 2025 auf den nächsten Einsatz warten: Im vorletzten Spiel der UEFA Women’s Nations League 2025 stand sie bei der 1:5-Niederlage gegen Spanien in der Startelf, wurde aber zur 2. Halbzeit beim Stand von 0:1 ausgewechselt.
Am 11. Juni 2025 wurde sie für die EM-Endrunde nominiert. Im vorletzten Testspiel vor der EM-Endrunde wurde sie bei der 0:5-Niederlage gegen Frankreich vier Minuten vor Schluss eingewechselt. Bei der Endrunde kam sie nicht zum Einsatz.

## Erfolge
- Belgische Meisterschaft 2024/25